# Heliga Birgitta

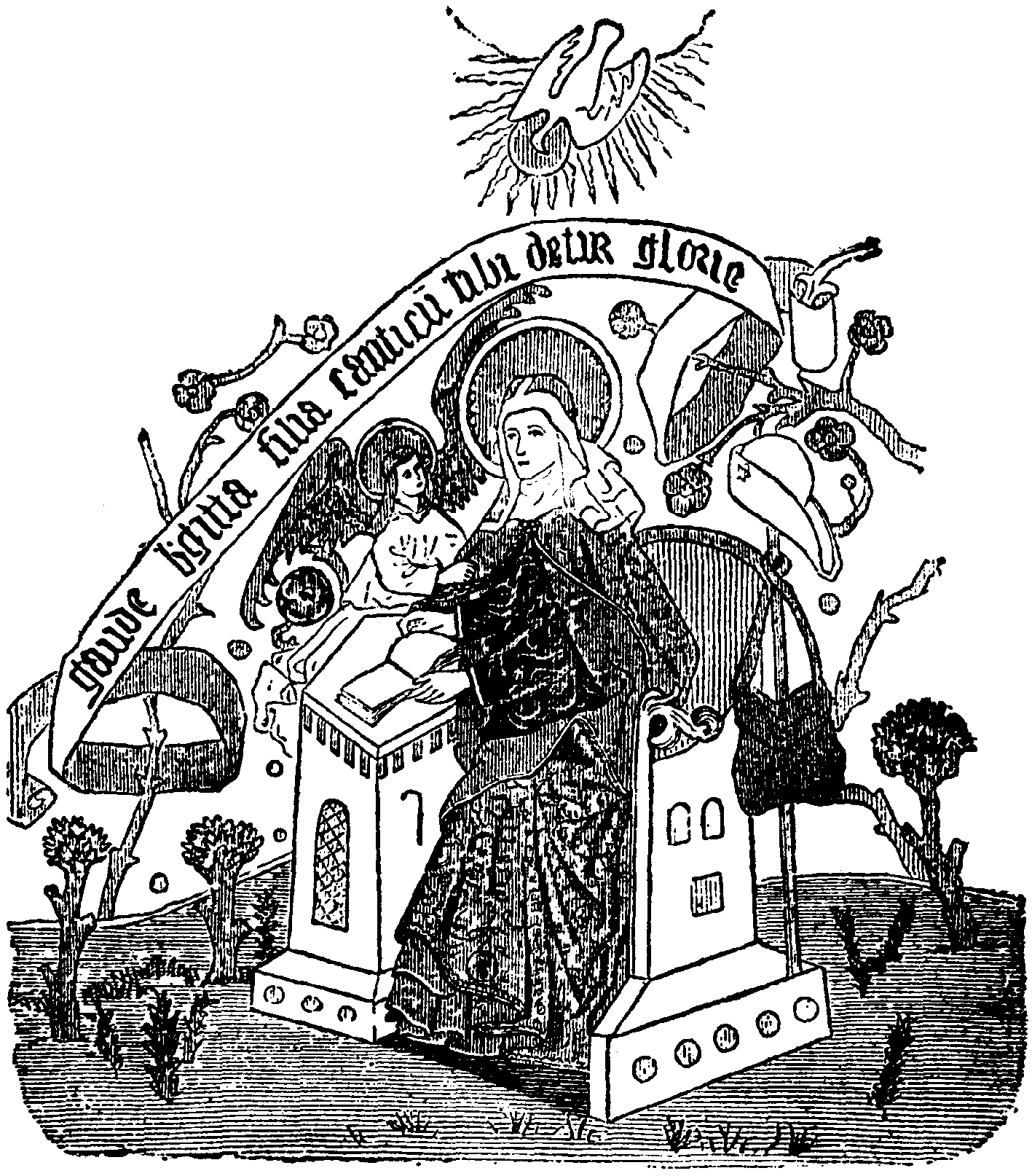
Birgitta mottar en uppenbarelse. Efter målning från medeltiden.

Birgitta Birgersdotter, även känd som Heliga Birgitta, född omkring 1303 i Uppland, död 23 juli 1373 i Rom i Kyrkostaten, var en svensk katolsk författare, teolog, mystiker samt ordens- och klostergrundare av Birgittinorden. Hon helgonförklarades och utgör tillsammans med Benedikt av Nursia, Edith Stein, Katarina av Siena, Kyrillos och Methodius Europas sex skyddshelgon enligt romersk-katolska kyrkan.
Birgitta tillhörde Finstaätten och var dotter till Birger Persson till Finsta, Upplands lagman, samt Ingeborg Bengtsdotter ur Bjälboätten. Hon gifte sig i ung ålder med Ulf Gudmarsson, med vilken hon fick åtta barn, däribland Katarina av Vadstena. Efter makens död levde hon ett asketiskt liv i anslutning till Alvastra kloster innan hon omkring 1349 begav sig till Rom för att verka för sin ordens sak och påverka dåtidens kyrkliga och världsliga ledare genom sina uppenbarelser.
Heliga Birgittas centrala verk är hennes Himmelska uppenbarelser (Revelationes celestes), som fick stor spridning i samtiden och senare.

## Biografi

### Bakgrund och uppväxt
Heliga Birgitta föddes omkring 1303 som Birgitta Birgersdotter. Hon hörde till en av de svenska medeltida stormansätterna såsom dotter till Birger Petersson till Finsta, Upplands lagman. Var hon föddes och växte upp kan inte med säkerhet bevisas. Oavsett all argumentering för olika alternativ som berör faderns ägande av gårdar är det ändå egentligen fråga om var Birgittas mor Ingeborg bodde med sina barn medan fadern, lagmannen hela tiden var ute i sina tjänsteförrättningar.
Både genom sina föräldrar och genom sin make Ulf Gudmarsson hade hon anknytning till det politiska ledarskiktet i det medeltida Sverige. Eftersom hennes morfars far var kusin till kung Magnus Ladulås var Birgitta släkt med den svenska kungafamiljen genom sin mor. Utanför Sverige var hon även känd som Furstinnan av Närke.
Den äldsta traditionen om Birgittas födelse går tillbaka ända till 1400-talet och en krönika som byggde på material i klostret i Vadstena, skriven av Margareta Clausdotter, som var abbedissa där 1472–1486. Där sägs följande om Birgittas mor Ingeborg:
”Och man må veta, att hon och hennes värdige herre, de bodde i Uppland på en gård som kallas Finsta och ligger icke långt från Uppsala. Och där födde hon sin heliga dotter Sankta Birgitta och flera av sina barn, men nu vila hon och hennes ärade herre i Uppsala domkyrka i Sankta Katarinas kor.”
Något bestyrkande av att Finsta var Birgittas födelseplats står visserligen inte att finna i de handlingar som är bevarade från svensk medeltid i Svenskt Diplomatarium, men även underlaget i handlingarna för den hypotesen som flera historiker numera stödjer, att Birgitta var född och uppväxt på Sköldnora kungsgård i Fresta socken i Vallentuna härad är svagt. Beträffande Birgers ägande av gårdar i Uppland ingick förvisso bland många andra gods i arvet efter honom både Finsta och Sköldnora, lika väl som många gårdar i Södermanland, Östergötland och Småland. Vid granskning av flera köp- och bytesdokument i diplomatariet visar det sig att tidpunkterna för tillträde kan ifrågasättas. Den latinska terminologin för de egendomar man sålde och bytte och testamenterade är också oklar, det är fråga om omdiskuterade begrepp och i varje enskilt fall mycket osäkert vilka delar av egendomarna som åsyftas. Vidare saknas i materialet varje hänvisning till på vilken egendom familjens sätesgård var belägen. Vad gäller ett andra argument som skulle utpeka på Fresta i Vallentuna härad i stället för Finsta i Skederids socken, som födelseplats nämligen frasen om hennes ursprung "in regno Swecie de civitate Frastad" i de påvliga kanonisationsakterna är det ytterst osäkert, vilket också den svenska utgivaren av texten påpekat, om de italienska skrivarna här har uppfattat namnet riktigt; deras missuppfattningar kan också ligga bakom att platsen kallas civitas, ”stad” och inte parochia, ”socken”. I testamenten där Birgittas barnbarn testamenterar Skällnora (äldre namn på Sköldnora) gård vidare benämns dock gården som "det rätta mödernet".

### Livet i Sverige

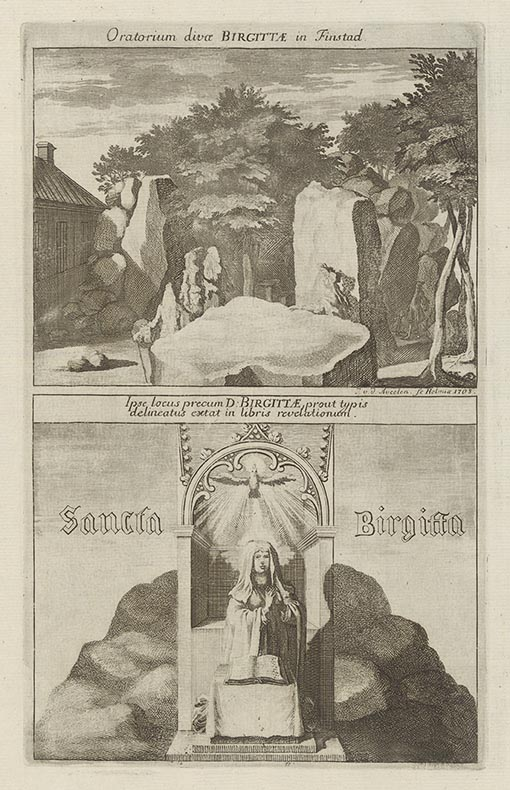
Heliga Birgittas bönkapell och böneställe på Finsta gård, avbildade i Suecia-verket 1708.

Redan som barn hade Birgitta syner. En gång såg hon Jungfru Maria som satte en krona på hennes huvud. En annan gång såg hon framför sig hur Kristus pinades och dog på korset. Båda dessa teman, den innerliga Mariafromheten och meditationen över Kristi lidande, kom att prägla hela Birgittas liv.
När Birgitta var i tolvårsåldern dog hennes mor. Hennes far ansåg att han inte klarade av att själv ge henne den uppfostran som anstod en flicka i hennes ställning, så han sände henne till sin svägerska Katarina Bengtsdotter på Aspanäs vid sjön Sommen i Östergötland.
Några år senare, vid omkring tretton års ålder, giftes hon mot sin vilja bort med den artonårige Ulf Gudmarsson. Hon ville säkert hellre leva som jungfru och lyckades också övertala sin make att de första åren leva i avhållsamhet, men därefter födde hon åtta barn. Makarna bodde under dessa år på Ulfåsa vid sjön Boren i Östergötland.
Den unga hustrun blev snabbt känd för sin stränga fromhet. Hon späkte sin kropp, fastade och vallfärdade till heliga platser. I hennes hem fick fattiga och sjuka en fristad. Själv vårdade hon dem, och efter Jesus exempel ska hon ha tvått deras fötter och kysst dem. Under fastan serverade hon varje dag mat åt tolv fattiga.
Birgittas fromhet kom på många sätt att prägla även maken Ulf. Bland annat företog makarna tillsammans pilgrimsfärder till Nidaros och till Santiago de Compostela. På vägen hem från Spanien, i den franska staden Arras, insjuknade Ulf. När läget var som svårast uppenbarade sig det franska nationalhelgonet Sankt Denis för Birgitta och lovade att maken inte skulle dö.
Väl hemma bosatte sig Birgitta och Ulf vid Alvastra kloster, där Ulf dog år 1344 (eller eventuellt år 1346). Birgitta lät sin vigselring falla i Ulfs grav och fördelade sina egendomar till arvingarna och till fattiga för att själv leva enkelt i anslutning till klostret i Alvastra. Antalet uppenbarelser tilltog. Hon kände sig kallad att vara "Kristi brud och språkrör". Under denna tid fram till avresan till Rom mottog hon många uppenbarelser. I uppenbarelserna fick hon uppdrag av Gud, Kristus och Maria att föra ut budskap till såväl politiska som kyrkliga ledare. Men där finns också dialoger med helgon, döda personer, med flera.
Birgitta fick vid en okänd tidpunkt under 1330-talet tjänsten som hovmästarinna vid det svenska hovet.
Birgitta stod kungaparet Magnus Eriksson och Blanka av Namur nära, en bekantskap som hon lönade illa. Birgitta upptäckte till exempel att drottningen fört med sig en elfenbensask med ett antal reliker, bland annat efter Ludvig den helige. Asken hade dock ställts undan. Birgitta fick då höra en inre röst säga: ”Se hur Guds skatt, som vördas i himmelen, föraktas på jorden!”. I ständiga uppenbarelser smädade Birgitta paret: bland annat antyds Magnus Erikssons påstådda homosexualitet (Magnus Smek).
Hon förmanade genom Kristus kungen att dagligen läsa sina bestämda böner till jungfru Maria, dagligen läsa två mässor, fasta på de stora helgdagsaftnarna, ge tionde åt de fattiga och varje fredag två tretton fattiga mäns fötter. Han uppmanas också att klä sig höviskt, "till ett konungens hederstecken", samt bära krona på de större helgdagarna. Hon förmanar också Magnus att, "eftersom han är barnslig", låta läsa för sig "om manliga mäns gärningar, efterdöme och åthävor, av vilka hans håg må uppväckas till Gud". I sina skrifter kallar hon också kungen "en krönt åsna med ett harhjärta" och "en rövare och en själaförrädare". Till slut beskyllde hon honom för att vara ansvarig för förlusten av både Skåne och Norge.
Många av de falska beskyllningarna mot drottning Blanka om giftmord på sin son, kung Erik (Magnusson) återfinns i den heliga Birgittas politiska uppenbarelser. Henrik Susos Gudeliga snilles väckare var sannolikt en inspirationskälla för Birgitta och hennes uppenbarelser om Magnus Eriksson samlades i pamfletten Libellus de Magno Erici rege som spreds av hans fiender bland stormännen.
En som inte heller finner nåd inför Birgitta är kungens syster Eufemia Eriksdotter, "huggormshonan" som hon får heta, och dennas gemål hertig Albrekt d. ä. av Mecklenburg, som Birgitta i sina uppenbarelser brukar benämna "räven", ibland även "ormen". Hon kan inte nog varna kung Magnus för den listige hertigen och dennes son Albrekt d. y., som också blev den som till slut störtade Magnus Eriksson från tronen.
Efter makens död ägnade sig Birgitta åt självspäkning och försakelser med sådan iver att en av hennes biktfäder, som skrev en biografi om henne, förvånades över att denna lilla och späda kvinna kunde uthärda sådana påfrestningar. Hon sov på den kalla vintermarken med endast en matta och ett hyende under sig samt en tunn mantel över sig. Att bada ansåg hon i likhet med de flesta medeltidshelgon för veklighet. Hon bar tagelklädnad närmast kroppen och om livet hade hon ett rep med knutar som orsakade smärta vid varje rörelse. Varje fredag droppade hon hett vax på sin arm som ett minne av Jesus lidande. "Och om såren läktes före nästa fredag, så upprev hon dem med sin nagel, för att hennes lekamen skulle ej vara utan pina och sår; och detta gjorde hon till den ändan, att Jesu Kristi pina skulle alltid vara i hennes åminnelse", skriver en levnadstecknare. Om hon någonsin yttrade något överilat, tuggade hon på bittra örter.
Genom uppenbarelser blev det tydligt för Birgitta att hon var kallad att återupprätta klostren ur deras förfall och återigen göra dem till härdar för Guds rike. Genom dessa kloster skulle en förnyelsens anda sprida sig ut bland människorna och till sist göra alla människor goda, samtidigt som jorden omskapades i enlighet med Guds vilja. I Vadstena skulle Birgitta så ett frö från vilket världens förnyelse skulle växa fram. Där ville hon grunda ett dubbelkloster där kvinnor och män kunde verka tillsammans för Guds tjänst och för att hjälpa sina medmänniskor. Adliga kvinnor skulle utbildas till goda och arbetsamma människor. Arbete skulle varvas med andliga övningar, och på söndagar skulle munkarna predika för folket. Men dessa nya klosterregler måste bekräftas av påven. Så Kristus gav henne i en uppenbarelse befallningen att göra en pilgrimsresa till Rom. Trots de härjningar som digerdöden orsakade i Mellan- och Sydeuropa, fruktade Birgitta inte att ge sig av. Hennes syften var stora och hon leddes av en kraftfull övertygelse.

### Livet i Rom

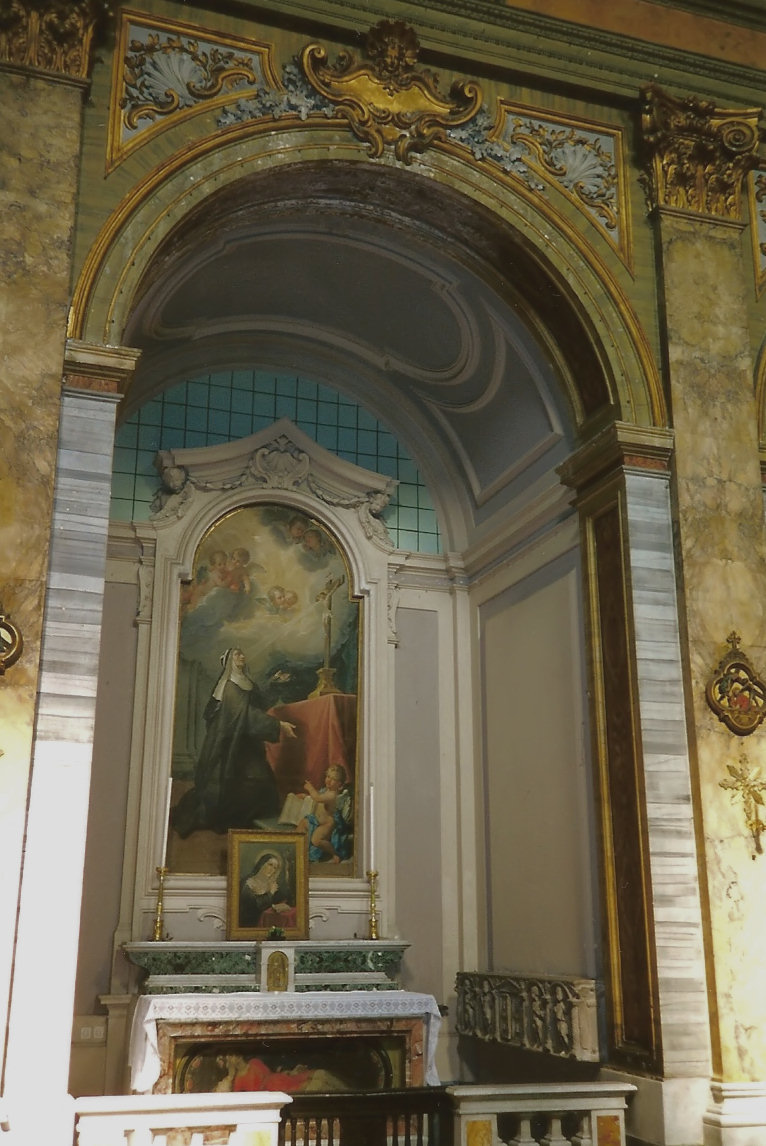
Birgittakapellet i kyrkan San Lorenzo in Panisperna i Rom. Till höger i kapellet syns den romerska sarkofag i vilken Birgittas kvarlevor vilade inför hemresan till Sverige.

Birgitta begav sig 1349 till Rom. Syftet var att delta i firandet av jubelåret 1350 och att få tillstånd av påven att grunda en ny klosterorden. Problemet var bara att påven sedan 1309 residerade i den franska staden Avignon samt att kyrkan förbjudit inrättandet av fler ordnar. Detta hindrade dock inte Birgitta som redan tidigare i en uppenbarelse fått veta att hon skulle få se påven och kejsaren mötas i Rom. En för tiden så osannolik händelse att den ledde till en del munterhet hos omgivningen.
I Rom fick hon först bo i Palazzo della Cancelleria nära basilikan San Lorenzo in Damaso. Hon drog sig inte för att säga vad hon ansåg om stadens andliga förfall, något både kardinaler och vanligt folk fick erfara. Därutöver ägnade hon sin tid åt att skriva till påven i Avignon och kräva att han skulle flytta tillbaka. Sin vardag ägnade hon åt att gå runt i kyrkorna för att be vid helgonens gravar. Vid kyrkan San Lorenzo in Panisperna på Viminalen bad hon ofta förbipasserande om allmosor till de behövande. Hon gjorde också flera pilgrimsresor till bland annat Assisi, klostret Farfa, Neapel och södra Italien.
År 1368 återvände påve Urban V till Rom och den 21 oktober möttes han och den tysk-romerske kejsaren Karl IV i staden. Birgitta kunde lämna sin ordensregel till påven som mottog den för granskning. Den 5 augusti 1370 blev den godkänd i en reviderad version som Birgitta troligen inte var särskilt nöjd med. Därtill beslutade Urban V att återigen lämna Italien av säkerhetsskäl, något som Birgitta absolut inte kunde acceptera. Hon profeterade att han skulle drabbas av ett hårt slag från Gud och bli sjuk, och när Urban vistats i Avignon ett par månader dog han.

### Pilgrimsfärd
År 1371, vid 68 års ålder, påbörjade Birgitta en vallfärd till Heliga landet via Neapel och Cypern. Hon hade i en uppenbarelse fått en befallning från Gud att göra detta, och trots att hon var sjuk och svag följde hon gladeligen budet. Först gick resan till Neapel, där Birgitta tidigare hade gjort en pilgrimsfärd.
Neapels drottning Johanna hade tidigare visat sig mottaglig för Birgittas stränga förmaningar, i alla fall under en kort tid. Nu mottogs Birgitta med de högsta hedersbetygelserna av drottningen. Hon fick också presentera sina söner för Johanna.  Birgitta hade hos dem inskärpt de tillbörliga vördnadsbetygelserna mot den höga kvinnan: "huru de skulle gå inför drottningen och hälsa henne vördsamt efter landets sed med bugningar och knäfall och kyssa hennes fötter", som Margareta Clausdotter skriver. Sonen Birger utförde samvetsgrant de hovceremonier hans mor lärt honom. Men om hur sonen Karl bar sig åt berättar krönikans författare följande: "När herr Karl kom fram till drottningen, bevisade han henne vördnad efter vad som hövdes och henne tillkom. Och sedan kysste han henne på munnen, varav drottningen fick stor kärlek till honom, därför att han vågade det; och ville hon ingalunda låta honom fara dädan utan sade, att hon äntligen ville behålla honom och hava honom till make. S:a Birgitta sade, att det ingalunda kunde ske, ty hans hustru levde ännu hemma i Sverige." Men detta hade ingen inverkan på en sådan kvinna som Johanna, som själv hade sin tredje gemål i livet.
Birgitta uppges ha bett brinnande böner till Gud om hjälp ur situationen. Och bönen blev besvarad, men på ett helt annat sätt än hon hade förväntat sig: Karl drabbades av en dödlig sjukdom och avled. Modern satt några steg från hans säng när hans sista ögonblick kom, men hon reste sig inte för att närma sig honom. Hon gav inga ljud ifrån sig och fällde inte en tår. Istället ska hon ha suttit stilla med upplyfta händer och i sitt innersta prisat Gud för att ha förhindrat den stora synden. Karls begravning genomfördes med stor ståt. Drottningen följde själv kistan till graven tillsammans med en stor skara människor. Överallt hördes klagan och gråt, men Birgitta ska till det yttre orörd ha gått efter båren, utan klagan eller tårar.
Senare vände sig Birgitta med nya förmaningar till Neapels drottning. Hon uppmanade henne att ödmjuka sig, ångra sina synder och frukta Gud utan återvändo, eftersom hon hade levt ett liv mer likt en sköka än en drottning. Om hon inte lyssnade till Gud skulle hon bli dömd som en avfälling och gisslad från hjässan till fotabjället. Trots de hårda orden miste Birgitta inte drottningens vänskap utan fick istället nya bevis på hennes vänskap genom stora gåvor.
Efter Karls död lämnade Birgitta Neapels hamn och efter att ha stött på flera utmaningar och vedermödor anlände hon till Jaffa, där fartyget led skeppsbrott i hamnen. Men trots detta och med sitt hjärta fyllt av himmelsk glädje kom Birgitta fram till den heliga graven. Högsommarens brännande hetta dämpade inte hennes iver att skåda Betlehem och Josafats dal och andra heliga platser, men värmen förvärrade hennes hälsa, som redan var påverkad av späkningar och sjukdom.
Sonens öde verkar ha tagit Birgitta hårt, men senare fick hon en uppenbarelse som intygade att han förlåtits tack vare hennes böner och tårar.

### Sista år, död och begravning
När hon återkom till Rom våren 1373 var hon försvagad av sjukdom och den 23 juli avled hon i sin bostad vid nuvarande Piazza Farnese. Hennes stoft bisattes i kyrkan San Lorenzo in Panisperna i väntan på att hennes kvarlevor skulle föras tillbaka till Sverige och Vadstena. Ett följe i vilket dottern Katarina och sonen Birger ingick, beledsagade kistan. Den 2 december 1373 påbörjades resan mot Vadstena. Färden gick över Alperna via Brünn och vidare till Danzig. Därifrån seglade följet till Söderköping varefter Vadstena nåddes den 4 juli 1374.
Större delen av Birgittas kropp är begravd i Vadstena klosterkyrka. Ett fragment av hennes höftben finns dock i rikshelgedomen Uppsala domkyrka, i samma kor som Erik den heliges relikskrin.

## Betydelse och eftermäle
År 1377 gav Birgittas själasörjare och vän biskopen Alfons av Jaén ut den första upplagan av hennes Himmelska uppenbarelser. Året därpå, 1378, skedde ett förnyat godkännande av hennes ordensregel och 1384 kunde klostret i Vadstena invigas.

### Birgittas kanonisering och kult

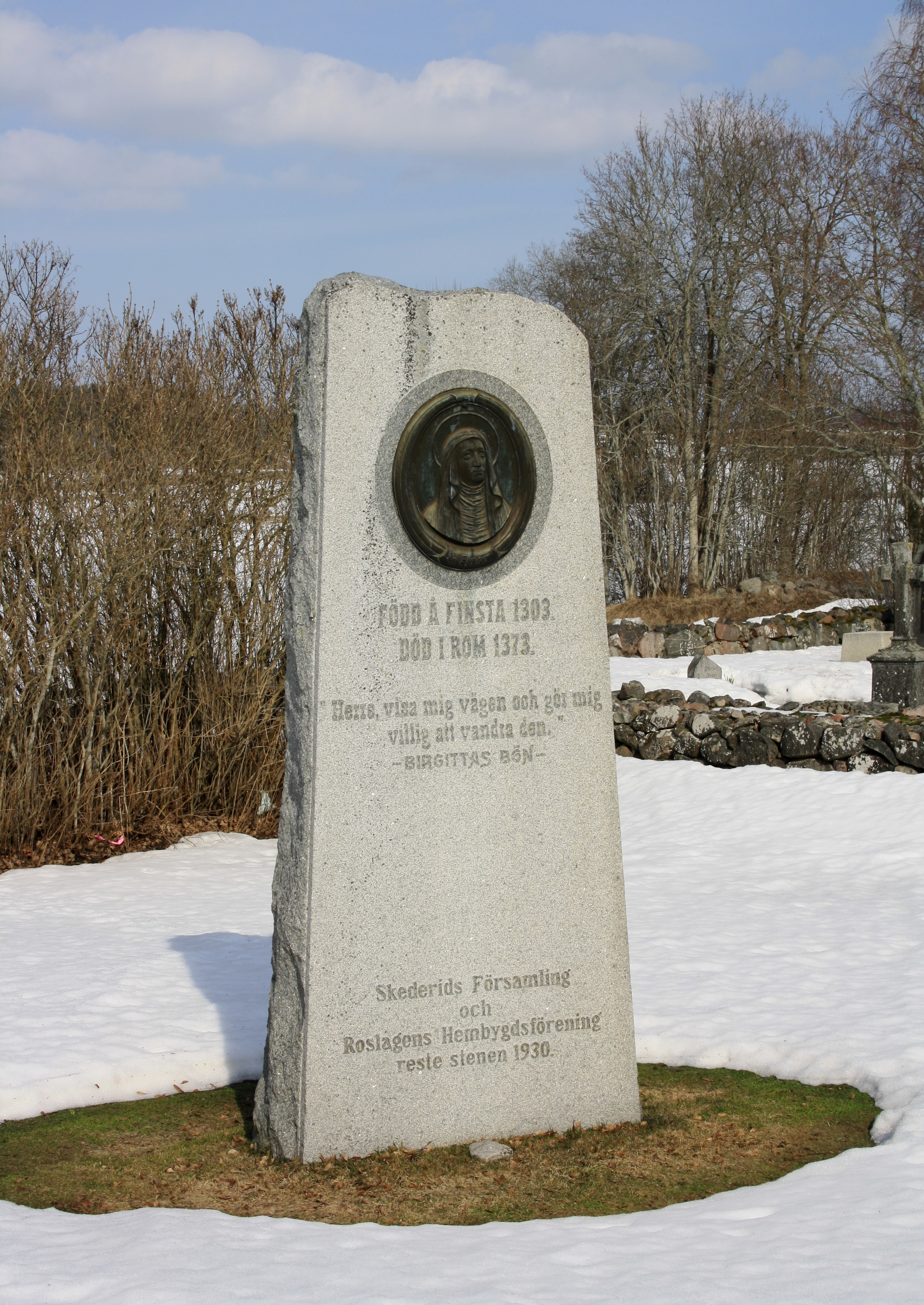
Minnessten över Heliga Birgitta vid Skederids kyrka, Finsta.

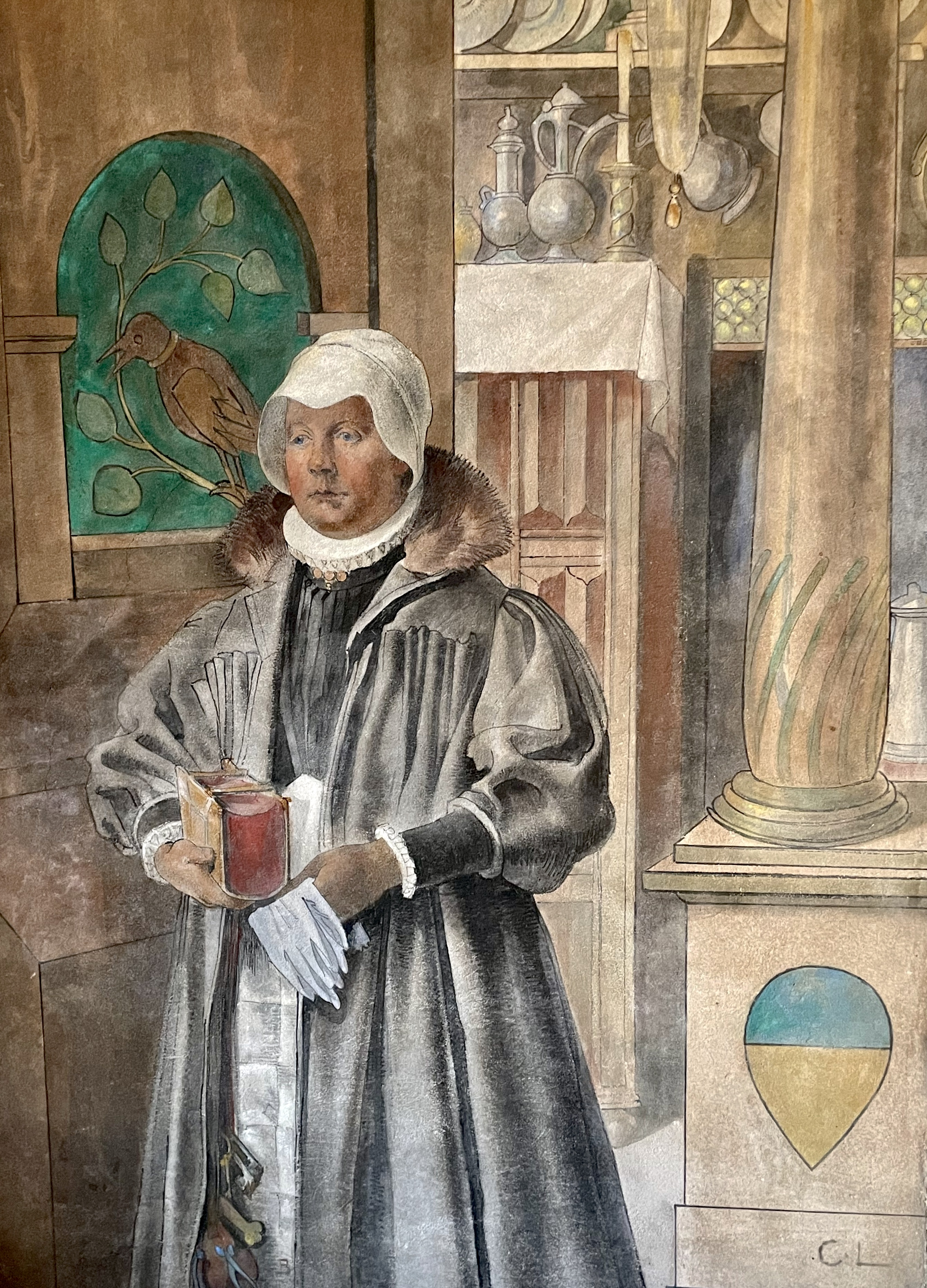
Den heliga Birgitta, är en väggmålning från 1890 utförd av Carl Larsson i ett av trapphusen på Nya Elementarläroverket för flickor – nuvarande Victoriaskolan.

Processen för att kanonisera Birgitta inleddes 1377 och avslutades 1391 med att Birgitta helgonförklarades av påven Bonifatius IX efter att Nordens drottning Margareta länge bearbetat honom och hans föregångare för kanoniseringen.
Det skedde även efter skrivelser från svenska präster till påven, i vilka Birgitta kallas för "en doftande nardus, ett kosteligt olivträd, sanningens dotter och fromhetens telning".
I påvliga kapellet, som var prytt med dyrbara vävnader och friska olivkvistar, hölls predikan över Birgittas underverk och uppenbarelser. Därpå tog påven själv upp en lovsång, öppnade den gyllene bok där alla helgon var upptecknade, och skrev in Birgittas namn i den. I Peterskyrkan hölls högtidliga gudstjänster vid skenet av tusentals lampor, och i alla Roms kyrkor ringde klockorna.
År 1999 upphöjdes heliga Birgitta tillsammans med Katarina av Siena och Edith Stein till skyddshelgon för Europa. Fyra år senare firades 2003 som ett jubileumsår för Birgitta, 700 år efter hennes födelse.
I Sverige föranstaltade ärkebiskopen Jakob Ulvsson år 1470 om att den heliga Birgittas fest skulle firas över hela riket. En tidigare ärkebiskop, Birger Gregersson, hade författat ett officium under sina vistelser på Biskops-Arnö i slutet av 1370-talet.

### Kritik mot Birgitta
En tidig kritikerröst till Birgitta kom med Martin Luther, som kallade henne för ”die Tolle Brigit” (den galna Birgitta). Bland reformationsbiskoparna i Sverige fanns nedlåtande tonfall mot Birgitta. I Svensk krönika kallar Olaus Petri hennes uppenbarelser för ”dagdrömmar”. Drottning Kristina konstaterade att hon ”hellre ville räknas bland de vettiga än bland de heliga”. Som kommentar till pjäsen Folkungasagans Birgitta kallade August Strindberg henne: “En härsklysten, äresjuk kvinna som medvetet strävade efter helgonskapet och makten över ’det andra könet’” och fortsatte: “Av denna osympatiska kvinna gjorde jag efter urkunderna den oregerliga tossa som nu finnes i dramat, ehuru jag till hennes ära lät henne vakna till klarhet om sin fjollighet och sitt högmod.” Även historiker som Erik Petersson har anfört att Birgitta ägnade sig åt personligt och politiskt motiverad smutskastning.

### Forskning på Birgittas kropp
I ett sammetsklätt träskrin i Vadstena klosterkyrka förvarades till 1645 vad som enligt traditionen sägs vara kranierna från heliga Birgitta, hennes dotter Katarina samt det äldre helgonet Sankta Ingrid av Skänninge. Från detta relikskrin stal den franska balettmästaren Antoine de Beaulieu under ett besök i klosterkyrkan ett kranium, i tron att det var Heliga Birgittas kranium. Han blev därefter rädd att som enda katolik i sällskapet misstänkas för brottet och överlämnade tre år senare kraniet till den franske ambassadören Gaspard Coignet de la Thullerie. Denne tog med sig kraniet till Frankrike och skänkte det kort före sin död till kyrkan i Courson-les-Carrières i Bourgogne. Kraniet gavs 1959 till birgittinklosteret i Uden i Nederländerna, där det i dag ställs ut som Heliga Birgittas kranium.
Anne-Marie Landtblom, docent i neurologi, och andra forskare vid Linköpings universitet har, genom att undersöka kraniet i klosterkyrkan, försökt utröna om Heliga Birgittas gudomliga uppenbarelser i själva verket var hallucinationer under epileptiska anfall. Kraniet undersöktes på 1950-talet av professor Carl-Herman Hjortsjö och då upptäcktes en urgröpning. Det är den urgröpningen som intresserar forskarna eftersom den kan ha orsakats av en godartad hjärntumör.
Även vid undersökningar av kranierna i klosterkyrkan på nollnolltalet eftersöktes tecken på epilepsi; under de testerna användes DNA-analys och kol-14-datering. Forskarna presenterade resultatet 2010 och kunde konstatera att kranierna inte tillhör mor och dotter. Därtill kommer att det är minst 200 års åldersskillnad på kranierna och att ingen av tidsbestämningarna sammanfaller med perioden då Birgitta och Katarina levde.
Eftersom kraniet i Uden ännu ej DNA-testats kan däremot detta kranium visa sig tillhöra Birgitta eller hennes dotter.

### Birgittinorden av idag
Orden Birgitta grundade finns kvar än idag och kallas Den helige Frälsarens orden (Ordo Sanctissimi Salvatoris 'O.Ss.S.'), i dagligt tal Birgittinorden. Birgittas kvarlevor finns idag i ett relikskrin i Vadstena klosterkyrka. I Svenska kyrkan lever den birgittinska traditionen av böne- och ordensgemenskapen Societas Sanctæ Birgittæ, grundad 1920; man samlas varje år till generalkapitel i Vadstena kring Birgittas dödsdag den 23 juli.
Byggnaden i Rom, där Birgitta levde, Casa di Santa Brigida, inrymmer idag kyrka, kloster och gästhem.

### Heliga Birgitta som författare och retoriker
Heliga Birgitta var en stolt kvinna som trots att hon räknades som olärd var väl bevandrad i sin tids andliga och politiska spörsmål. Av hennes texter kan man utläsa att hon var en ordkonstnär som ofta använde sig av liknelser, bilder och exempel för att förtydliga det som var abstrakt i den teologiska läran. Mycket av hennes bildspråk var inspirerat av naturen eller vardagslivet, hon använde sig också i sina texter av det som vi idag kallar för klassisk retorik. Heliga Birgittas författarskap och retoriska kunskaper är historiskt intressanta då hon var verksam under en tid då kvinnor i allmänhet varken fick lära sig att läsa eller skriva och att agera som författare var i stort sett förbjudet.

## Barn
1. Märta Ulfsdotter född ca 1319-1320. Gift 1337 med 1) Sigvid Ribbing (Bröllopet på Ulvåsa) och 2) efter 1345 med Knut Algotsson (Bengt Hafridssons ätt)
2. Karl Ulfsson till Ulvåsa. Död i Neapel.
3. Birger Ulfsson, dubbad till Riddare av den Heliga graven av Jerusalem under vistelsen i Heliga landet.
4. Katarina Ulfsdotter, Katarina av Vadstena född 1331, abbedissa i Vadstena.
5. Bengt Ulfsson. Död i ung ålder och begravdes i Alvastra.
6. Gudmar Ulfsson. Död i ung ålder i Stockholm.
7. Ingeborg Ulfsdotter. Nunna i Riseberga kloster.
8. Cecilia Ulfsdotter, inskrevs till Skänninge kloster men giftes senare med Lars Sunesson.

## Detaljerad kronologi
- 1303 - Birgitta föds.
- 1309 - Påven bosätter sig i Avignon.
- 1314 - Birgittas mor, Ingeborg Bengtsdotter, dör. Birgitta flyttar till Katarina Bengtsdotter på Aspanäs.
- 1316 - Birgitta gifter sig med Ulf Gudmarsson.
- 1319 - Magnus Eriksson väljs tre år gammal till Sveriges kung.
- 1320 - Birgitta ärver sju gods i Småland när arvet från hennes mor skiftas.
- 1321 - Birger Persson vallfärdar till Santiago de Compostela, Avignon och Rom.
- 1322 - Kris i förmyndarregeringen. Birgittas morbror blir rikets drots.
- 1326 - Birger Petersson dör.
- 1332 - Magnus Eriksson tillträder som regent.
- 1335 - Kung Magnus gifter sig med Blanka av Namur. Birgitta blir drottningens rådgivare och Ulf utnämns till riksråd.
- 1337 - Hundraårskriget mellan England och Frankrike utbryter.
- 1339 - Birgitta och Ulf vallfärdar till Nidaros.
- 1341-42 - Birgitta och Ulf vallfärdar till Santiago de Compostela.
- 1342 - Birgitta och Ulf bosätter sig vid Alvastra kloster.
- 1344/46 - Birgittas make Ulf Gudmarsson dör.
- 1346 - Kung Magnus och drottning Blanka testamenterar den 1 maj Vadstena kungsgård till att bli ett kloster.
- 1347 - Kungaparet testamenterar i sitt norska testamente en stor summa pengar till klosterbygge i Vadstena.
- 1348 - Birgitta försöker att mäkla fred i hundraårskriget och förmå påven att flytta till Rom.
- 1349 - Birgitta reser till Rom.
- 1350 - Birgitta besöker benediktinklostret i Farfa. Dottern Katarina anländer till Rom.
- 1353 ca - Birgitta vallfärdar till Assisi.
- 1354 ca - Birgitta flyttar till ett hus vid nuvarande Piazza Farnese.
- 1360-talet - Birgitta vallfärdar till södra Italien och bor en period i Neapel. Lär senare känna Alfonso Pecha de Vadaterra.
- 1368 - Påven Urban V möter kejsar Karl IV i Rom den 21 oktober och Birgittas profetia uppfylls.
- 1370 - Påven Urban V godkänner Birgittas ordensregel i kraftigt modifierad form.
- 1371 - Birgitta reser den 25 november till Neapel.
- 1372 - Birgitta ger sig den 14 mars ut på pilgrimsfärd till Heliga landet. Stannar på Cypern till 12 maj. I augusti befinner hon sig i Betlehem där hon får se en vision av Jesu födelse. I september avseglar hon mot Neapel dit hon anländer i december.
- 1373 - Birgitta åter i Rom. Skriver sitt sista brev till påven och ber honom återvända till Rom. Birgitta dör 23 juli. Hennes kvarlevor förs hem till Sverige av barnen Katarina och Birger.
- 1374 - Birgittas kvarlevor skrinläggs i Vadstena den 4 juli. En första samling av Birgittas mirakler läggs fram av ärkebiskop Birger Gregersson.
- 1376 - Ny mirakelsamling sammanställs av biskop Nils Hermansson.
- 1377 - De två första framställningarna om Birgittas kanonisation görs i Rom. Alfonso Pecha de Vadaterra lägger fram den första utgåvan av Birgittas Himmelska uppenbarelser. Påven Gregorius XI flyttar tillbaka påvestolen från Avignon till Rom.
- 1378 - En tredje framställan om Birgittas kanonisation görs i Rom. Birgittas ordensregel fastställs.
- 1379 - Kanonisationsprocessen öppnas. Påven utser fyra kardinaler att leda undersökningen.
- 1384 - Klostret i Vadstena invigs.
- 1391 - Den 7 oktober helgonförklaras Birgitta, av påven Bonifatius IX.
- 1396 - Vid ett kyrkomöte i Arboga utses den heliga Birgitta till Sveriges skyddshelgon.
- 1430 - Klosterkyrkan i Vadstena invigs.
- 1492 - Den första fullständiga utgåvan på latin av Birgittas Himmelska uppenbarelser trycks i Lübeck av Bartholomæus Gothan på uppdrag av Vadstena kloster.
- 1999 - Den heliga Birgitta utses av påven Johannes Paulus II till ett av Europas tre kvinnliga skyddshelgon.
- 2003 - 700-årsjubileet av hennes födelse firades i hela världen under året.

Revelationes celestes, år 1500. Första sidan.

### Den Heliga Birgittas Himmelska Uppenbarelser

#### Textkritisk utgåva
- Heliga Birgittas Revelationes, det vill säga Uppenbarelserna på latin, utkom i textkritiska utgåvor åren 1956-2002 i Kungl. Vitterhets Historie och Antikvitets Akademiens regi.
- Sancta Birgitta. Revelaciones Lib. I. Ed. by C.-G. Undhagen. Stockholm 1978.
- Sancta Birgitta. Revelaciones Lib. II. Ed. by C.-G. Undhagen† and B. Bergh. Stockholm 2001.
- Sancta Birgitta. Revelaciones Lib. III. Ed. by A.-M. Jönsson. Stockholm 1998.
- Sancta Birgitta. Revelaciones Lib. IV. Ed. by H. Aili. Stockholm 1992.
- Sancta Birgitta. Revelaciones Lib. V. Ed. by B. Bergh. Uppsala 1971.
- Sancta Birgitta. Revelaciones Lib. VI. Ed. by B. Bergh. Stockholm 1991.
- Sancta Birgitta. Revelaciones Lib. VII. Ed. by B. Bergh. Uppsala 1967.
- Sancta Birgitta. Revelaciones Lib. VIII. Ed. by H. Aili. Stockholm 2002.
- Sancta Birgitta. Revelaciones extravagantes Ed. by L. Hollman. Uppsala 1956.
- Sancta Birgitta. Opera minora. Vol. I. Regula Salvatoris Ed. by. S. Eklund. Stockholm 1975.
- Sancta Birgitta. Opera minora. Vol. II. Sermo angelicus Ed. by. S. Eklund. Uppsala 1972.
- Sancta Birgitta. Opera minora. Vol. III. Quattuor oraciones Ed. by. S. Eklund. Stockholm 1991.

#### Andra utgåvor
- Latin:

Birgitta; Johannes de Turrecremata, Matthias Lincopensis (1517) (på latin). Reuelationes celestes p̄electe spōse christi beate Birgitte vidue: de regno Suecie: octo libris diuise. Sicq; ordinate a religiosis patrib⁹: originalis monasterij sctārū Marie virginis et Birgitte in Vuatstenis: p̄maturo studio et exq̇sita diligētia: in hos infrascriptos numerū & ordinē accurati⁹ cōportate. Et si forte alique alie reuelationes (sicuti compertū est) btē Birgitte per errorē: aut temerarie a quoq̃; q̊modolibet ascribant̃: p̄ter has q̄ in hoc p̄senti volumine: aut in vita: seu legenda sancte Birgitte maiori cōtinent̃: tanq̃; false & erronee decernant̃. Adiungit̃ etiā in fine libror[um] Tabula principaliū sentētiarū in his libris cōtentarū: vti diligēs lector videre poterit. ([3. uppl.]). ... Insu₋p iam alterato in officina Federici Peypus. Sumptibusq; & impensis honesti viri Ioannis Kobergers civem Nuren bergen̄. impressum. Anno virginei partus. M.D.xvij. Decimaquinta. Mensis Novembris.. Libris 9546980
- Fornsvenska:

Birgitta; Klemming Gustaf Edvard (1857–1884). Heliga Birgittas Uppenbarelser. Samlingar utgivna av Svenska fornskriftsällskapet. Serie 1, Svenska skrifter, 0347-5026 ; 14:1-5. Stockholm: Norstedt. Libris 503195
Fulltext
- Modern svenska:

Birgitta; Lundén Tryggve (1957). Himmelska uppenbarelser.. Malmö: Allhem. Libris 8078621
- Modern svenska i urval:

Birgitta; Härdelin Alf, Borgehammar Stephan, Döbling Anna (2004). Uppenbarelser. Enskede: TPB. Libris 12582384
fulltext.